# Cartoon Network (Spania)

Logo-ul Canalului Cartoon Network Spania

Cartoon Network a fost un canal de televiziune spaniol. Pe langa faptul ca este disponibil în limba spaniolă, cele mai multe dintre spectacole au fost, de asemenea, disponibil în limba engleză, prin selectarea de alimentare audio secundar. 
Turner Broadcasting System (TBS) a închis canalul pe toate platformele, împreună cu canalul de pre-școală Cartoonito, la 1 iulie 2013, cu multe dintre spectacolele lor s-a mutat Boing, canal TV pentru copii în Spania, detinuta de Turner Broadcasting System și Mediaset. Versiunea portugheză a canalului a fost creată de la licența de versiunea în limba spaniolă.